# Legion Field
Legion Field là một sân vận động ngoài trời ở Birmingham, Alabama, thuộc Đông Nam Hoa Kỳ. Sân được thiết kế chủ yếu để làm địa điểm cho bóng bầu dục Mỹ, nhưng đôi khi được sử dụng cho các sự kiện lớn ngoài trời khác. Được khánh thành cách đây 94 năm vào năm 1927, sân được đặt tên để vinh danh American Legion, một tổ chức của các cựu chiến binh quân đội Hoa Kỳ.
Kể từ khi dỡ bỏ tầng trên vào năm 2004, Legion Field có sức chứa khoảng 71.594 người. Vào thời kỳ đỉnh cao, sân có sức chứa 83.091 chỗ ngồi cho bóng bầu dục và có tên "Football Capital of the South" được trang trí từ mặt tiền trên tầng trên của sân. Legion Field được gọi thông tục là "The Old Grey Lady" và "The Grey Lady on Greymont".